# ماكروبيديا
الماكروبيديا (بالإنجليزية: Macropædia)‏ تتكون من 17 مجلدًا وهي الجزء الثالث من موسوعة بريتانيكا، والجزءان الآخران هما الميكروبيديا المكونة من 12 مجلدًا والبروبيديا المكونة من مجلد واحد. اسم ماكروبيديا هو تعبير جديد ابتدعه مورتيمر أدلر من الكلمات اليونانية القديمة التي تعني «كبير» و«تعليمات»، أي أن أقرب ترجمة للعربية هي «التعليمات الكاملة». هذه الترجمة تتفق مع غرض الدكتور أدلر بأن تخدم الماكروبيديا الطلاب الراغبين في تعلم حقل معين بعمق، مقارنة بالمقالات القصيرة في الميكروبيديا.
ظهرت الماكروبيديا لأول مرة في الطبعة الخامسة عشر من بريتانيكا مكونة من 19 مجلدًا ومحتوية ل 4207 مقالة. وفي إعادة تنظيم جذرية لهذه الطبعة في عام 1985، جمّعت هذه المقالات في 17 مجلدًا مع ما يقرب من 700 مقال، يتراوح طولها بين صفحتين و310 صفحة. المقالة الأطول كانت عن الولايات المتحدة الأمريكية، وقد نتجت عن دمج المقالات الخمسين التي تتحدث عن ولاياتها. مقالات الماكروبيديا بشكل عام تكتب من قبل كتّاب مساهمين تُذكر أسمائهم بجوار كل مقال ويحتوي المقال على ذكر للمصادر والمراجع المستخدمة في كتابة المقال، وذلك على عكس الميكروبيديا التي لا يذكر فيها كاتب المقال أو المصدر. لكن بعض أجزاء الماكروبيديا كتبت من قبل فريق التحرير للموسوعة حيث يرمز لهم بالرمز ".Ed".
منذ إعادة تنظيمها فإن الماكروبيديا لم تبق ثابتة؛ حيث تضاف مواد جديدة باستمرار، في حين أن المقالات القديمة تُقسّم أو تدمج مع مقالات أخرى أو تختصر بل وحتى قد تحذف. مثال على ذلك، مقال عن المواد اللاصقة كان يتكون من 7 صفحات في طبعة عام 1989، بينما لم يزد عن الصفحة في طبعة عام 1991.